# Asplenium adulterinum
Espèce
Asplenium adulterinum est une espèce de fougères de la famille des Aspleniaceae que l'on trouve en Europe centrale, de la Bavière à la Bohême.

## Description
Cette petite fougère mesure de 5 à 20 cm de hauteur.
Ses spores apparaissent en juillet et en août. Elle apprécie les roches de serpentinite à l'étage subalpin.

## Liste des sous-espèces
Selon Tropicos (18 mai 2015) (Attention liste brute contenant possiblement des synonymes) :
- sous-espèce Asplenium adulterinum subsp. adulterinum
- sous-espèce Asplenium adulterinum subsp. presolanense Mokry, Rasbach & Reichst.